# Trachyderes steinhauseni
Trachyderes steinhauseni är en skalbaggsart som beskrevs av Hüdepohl 1987. Trachyderes steinhauseni ingår i släktet Trachyderes och familjen långhorningar.
Artens utbredningsområde är Honduras. Inga underarter finns listade i Catalogue of Life.